# 大統華超級市場
大統華超級市場（英語：T&T Supermarket）是位於加拿大和美国的連鎖超級市場，主要售賣大中華地區及亞洲食品。大統華成立於1993年，目前大統華及旗下的大阪超級市場在加拿大英屬哥倫比亞省大溫哥華地區、亞伯達省的卡加利和愛民頓、安大略省大多倫多地區、渥太華、滑鐵盧、伦敦、魁北克省大蒙特利尔地区及美国华盛顿州共有38家分店。大統華擁有四處物流中心，其中3處在大溫哥華地區，1處在大多倫多地區。大統華於2020年推出網上購物平臺和App，通過手機在全加各地都可輕松買到熟悉喜愛的亞洲食品及獲取獎勵積分。
大統華从2024年12月5日起将门店拓展至美国。第一家位于美国的分店开设在華盛頓州贝尔维尤市Factoria的Marketplace，新店占地76,000平方英尺，是該州最大的亞洲超市，也是大統華的美國旗艦店。

## 歷史
大統華是由台灣移居温哥華多年的商人李羅昌鈺（Cindy Lee）和她的丈夫李安邦（Jack Lee）創辦。他們於稍後覓得台灣的統一企業、美國的大華超級市場以及一些加拿大本地投資者的投資並合資經營。2014年，李羅昌鈺交棒由其女兒李佩婷（Tina Lee）接任CEO一職。Cindy 育有两女一儿，大女叫Tina，小女叫Tiffany，創辦大統華遂名T（Tina）and T（Tiffany）。

### 2009年易主羅布勞公司
2009年7月24日，加拿大最大零售商羅布勞公司（Loblaws Inc.）宣布以2.25億加幣收購大統華超級市場。2009年7月25日，統一企業公告，統一企業子公司「統一亞洲股份有限公司」（President Asian Enterprises Inc.）賣出大統華股權以後，總處分利益將近3100萬加幣。
大統華總裁李羅昌鈺強調，大統華被收購後，一切業務不變如昔。大統華仍然以原名繼續經營，經營理念和管理團隊跟以往一樣，包括李羅昌鈺當時她自己也繼續擔任大統華總裁一職。只是大統華的前股東台商「統一集團」將股分完全賣出，改由羅布勞公司全資擁有。從此大統華便完全成為一間由加拿大资金經營的本地公司。

## 現時的分店

### 由卑詩省大溫哥華地區開展業務
1993年冬季大統華第一家門市於在本那比市的鐵道鎮開幕。
之後在數年間，大統華在大溫地區繼續開設分店，總共14家分店分別如下:
- 1993年--本那比市的鐵道鎮分店
- 1996年--溫哥華市中心的國際村分店
- 1997年--溫哥華市的東一街分店
- 1997年—列治文市八佰伴中心的大阪超市〔前身是屬於前日本八佰伴集團的八佰伴超市，1997年被大统華收購並易名為「大阪超級市場」（Osaka Supermarket），以和風精緻路線經營〕
- 1998年--素里市的僑福（英语：Guildford, British Columbia）分店
- 2000年--高貴林市的高貴林中心（英语：Coquitlam Centre）分店
- 2006年--素里市中央城購物中心（英语：Central City Shopping Centre）分店
- 2010年--西溫哥華市的皇家公園購物中心（英语：Park Royal Shopping Centre）的大阪超市〔以和風精緻路線經營〕
- 2014年--列治文市的ORA奧福村分店
- 2016年--溫哥華市的Marine Gateway分店
- 2018年--列治文市的蘭士登中心（英语：Lansdowne Centre）分店
- 2019年--溫哥華市的Kensington Gardens分店
- 2021年--蘭里市的柳溪購物中心（英语：Willowbrook Shopping Centre）分店
- 2023年--高貴林市的南高貴林洛歇城（英语：The City of Lougheed）分店

### 圖片集

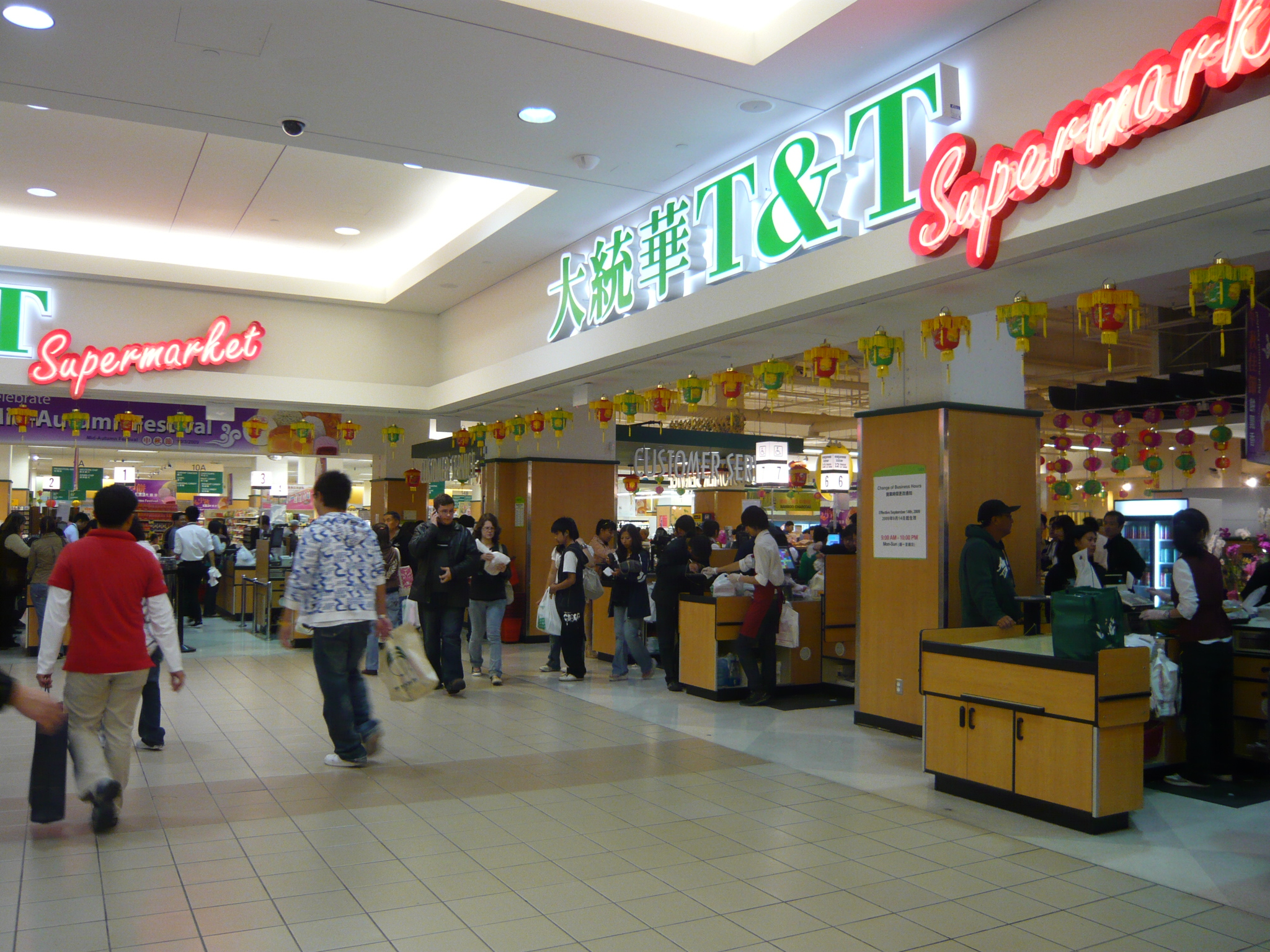
1993年在本那比市開業的鐵道鎮分店
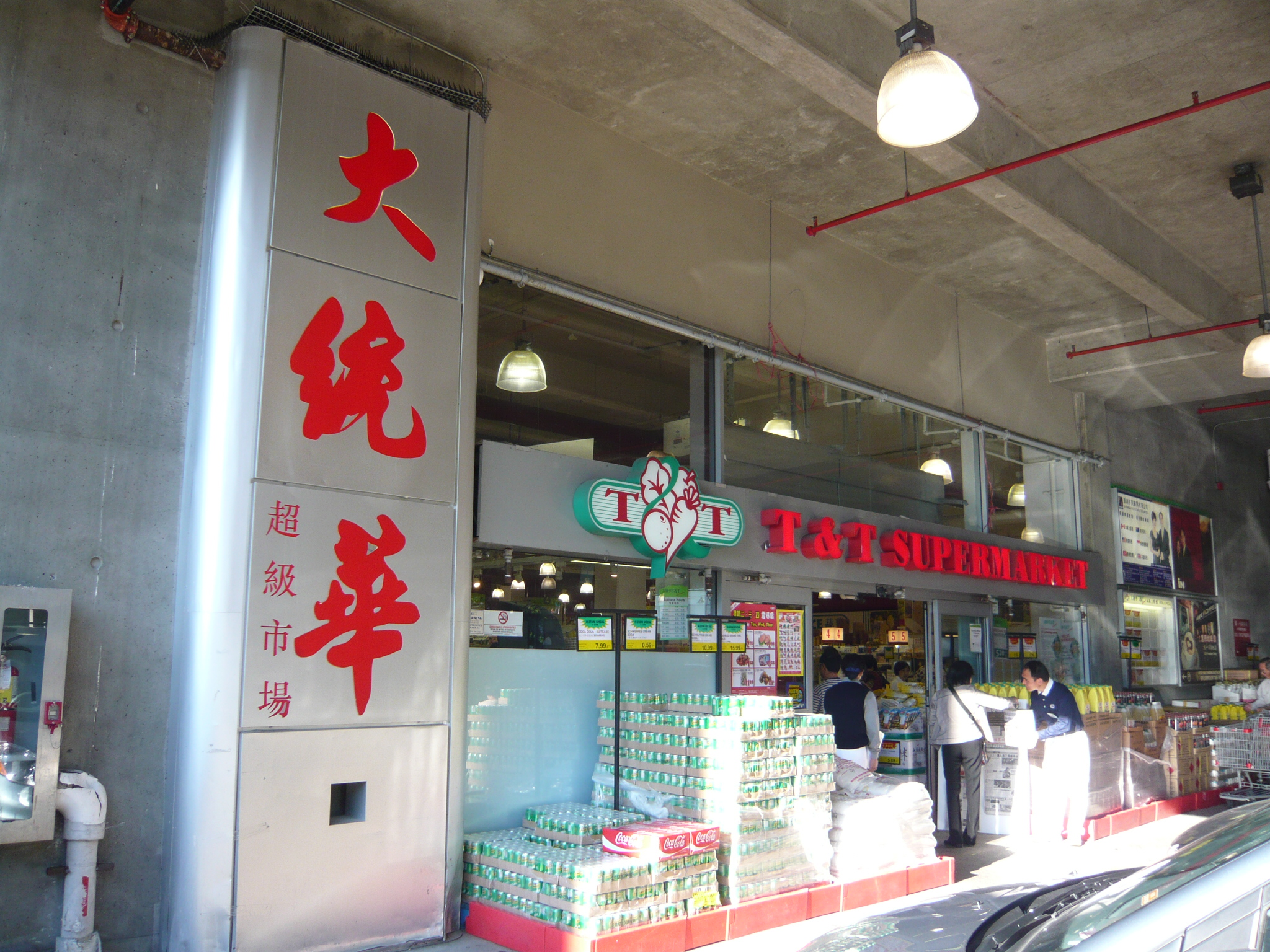
1993年在列治文市開業的統一廣場分店
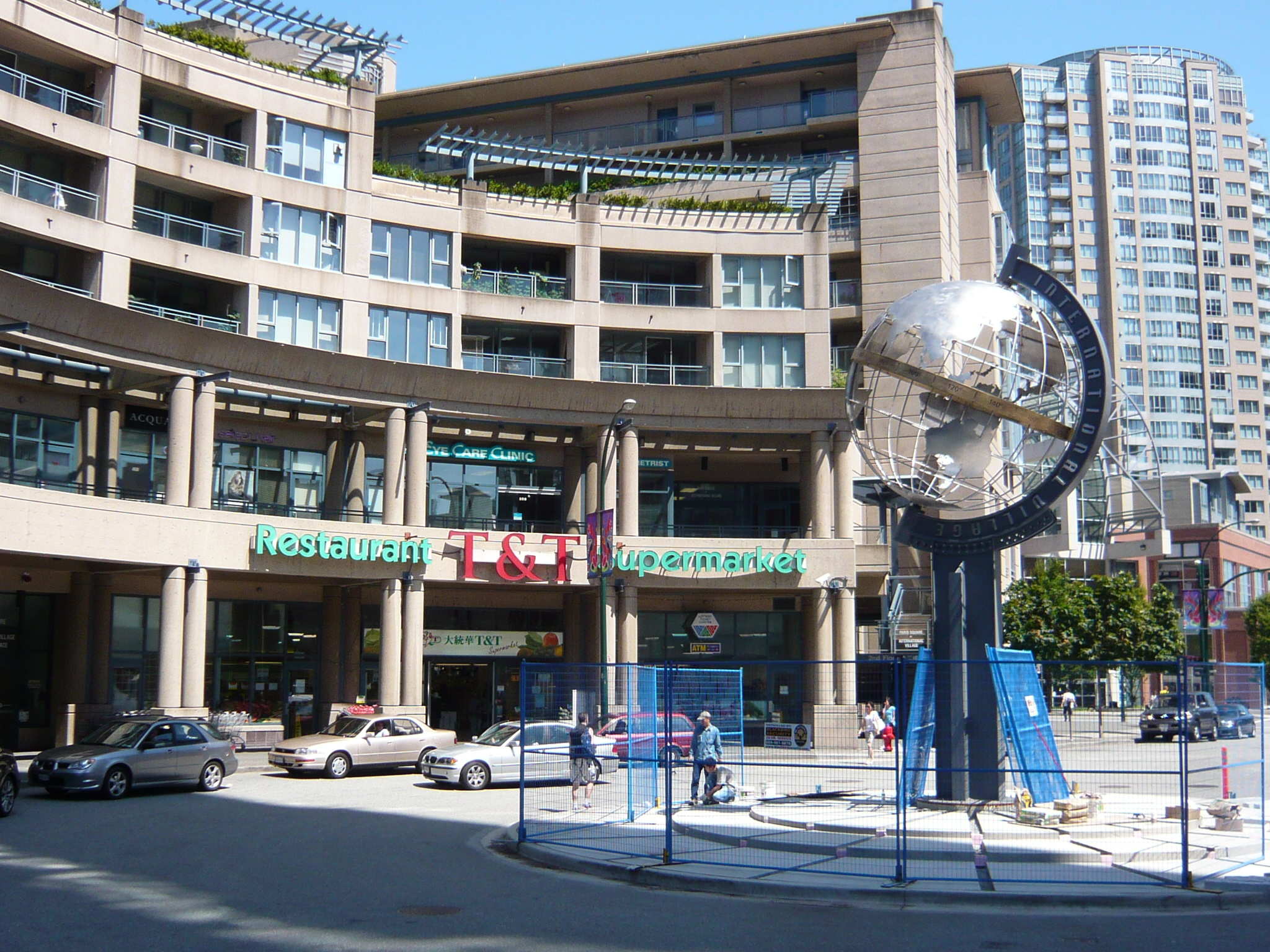
1996年在溫哥華市中心開業的國際村分店
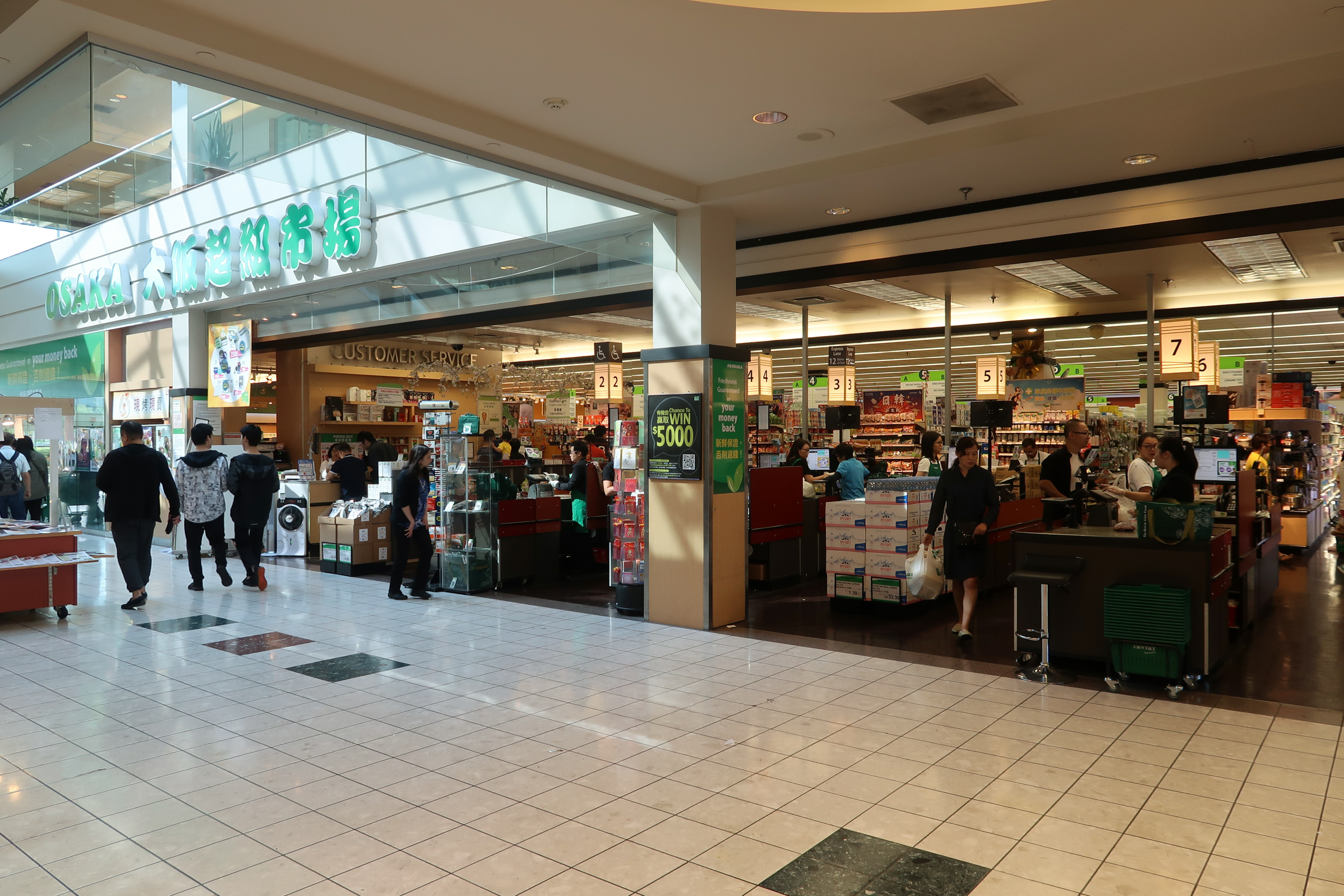
1997年在列治文市八佰伴中心開業的大阪超市
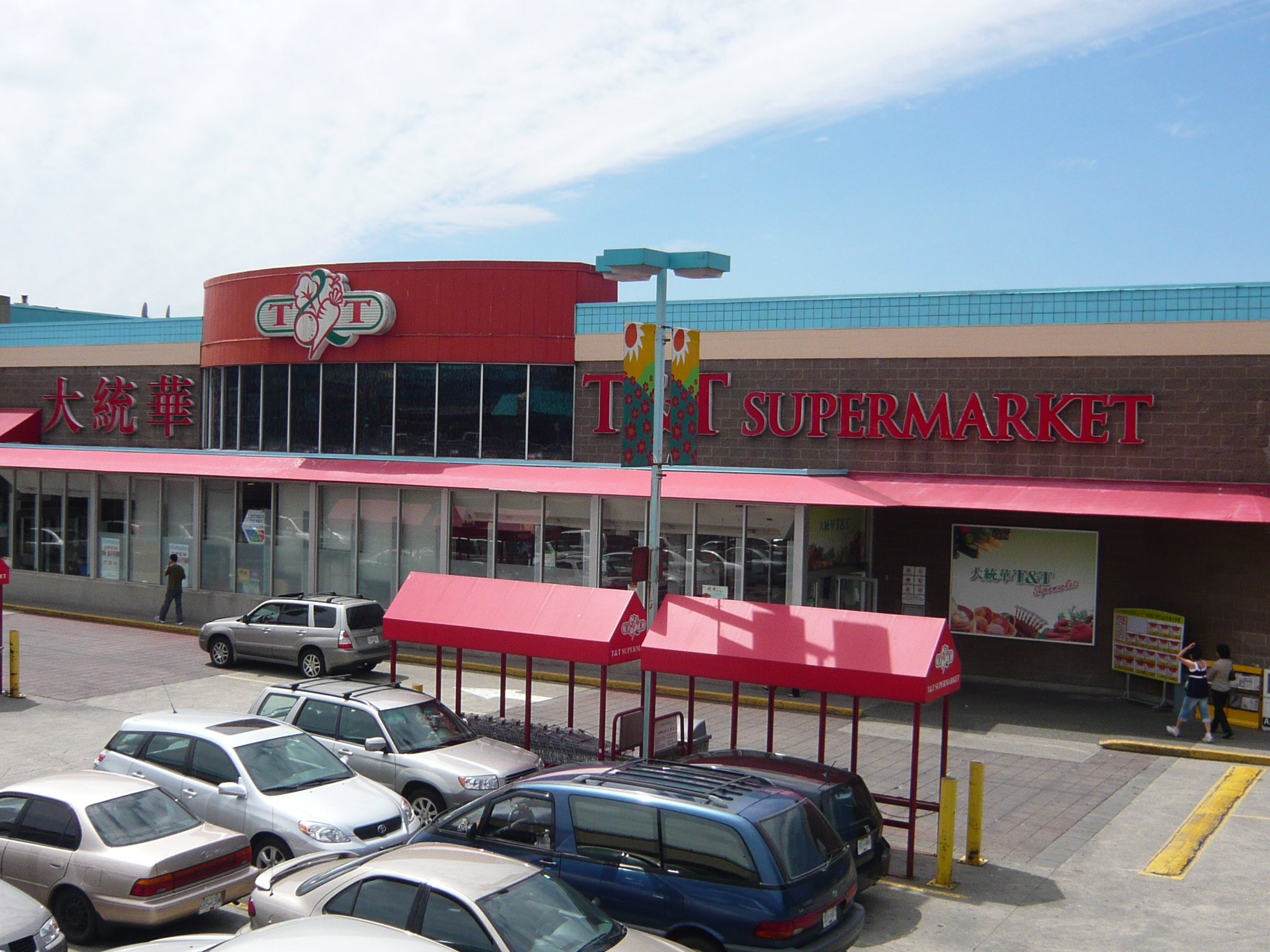
1997年在溫哥華市開業的東一街分店
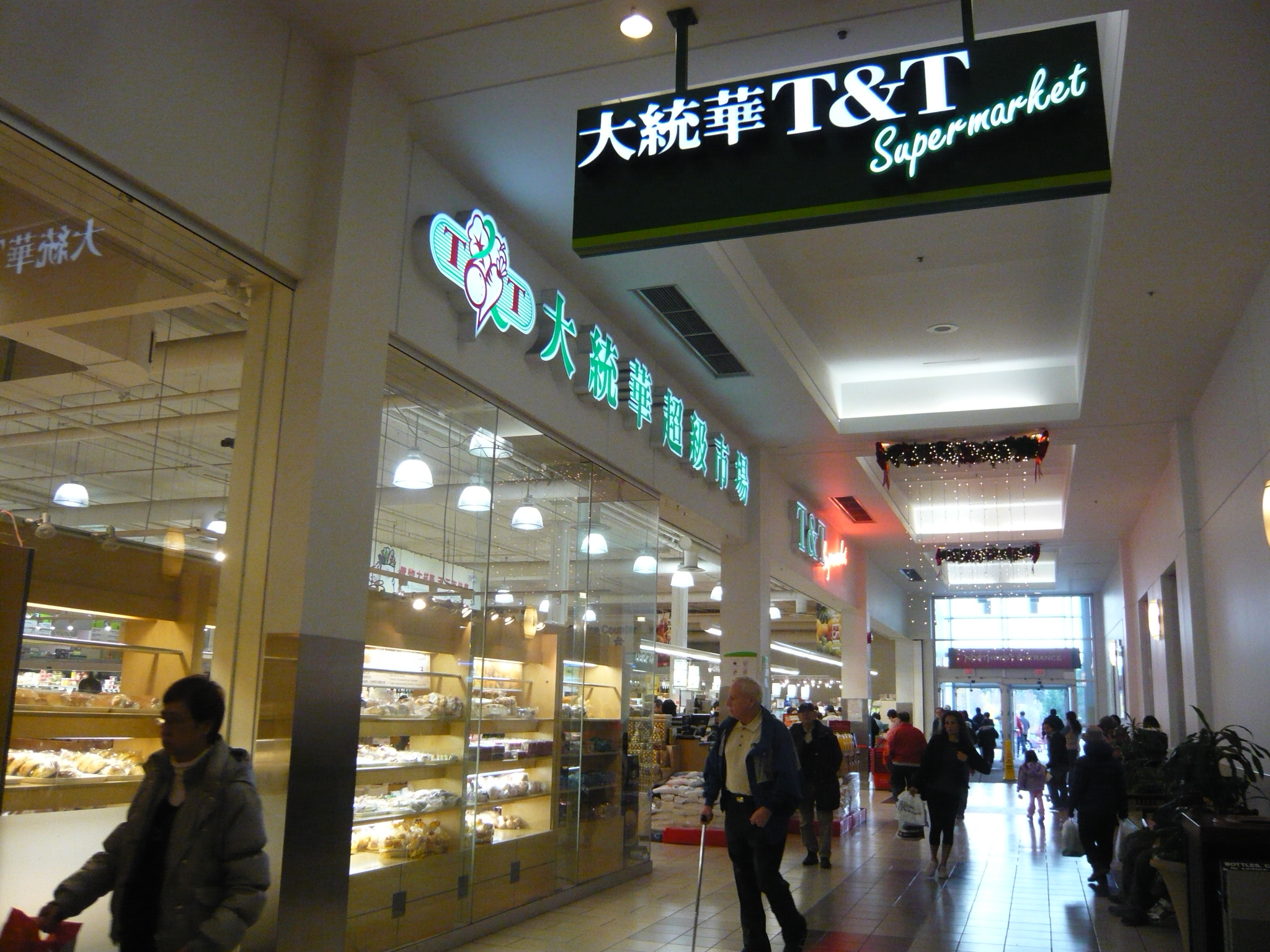
2000年在高貴林市開業的高貴林中心（英语：Coquitlam Centre）分店
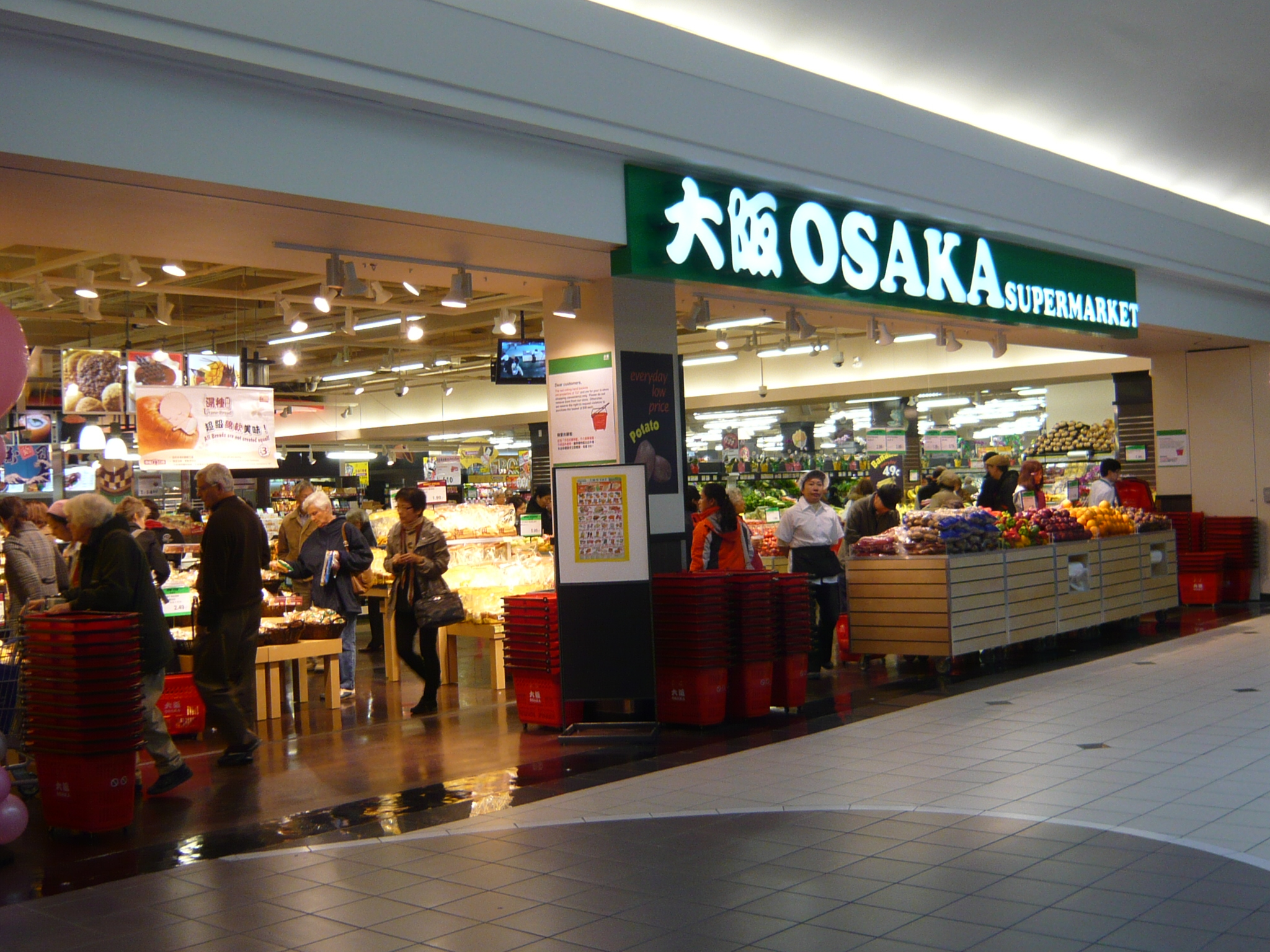
2010年在西溫哥華市Park Royal商場（英语：Park Royal Shopping Centre）開業的大阪超市分店
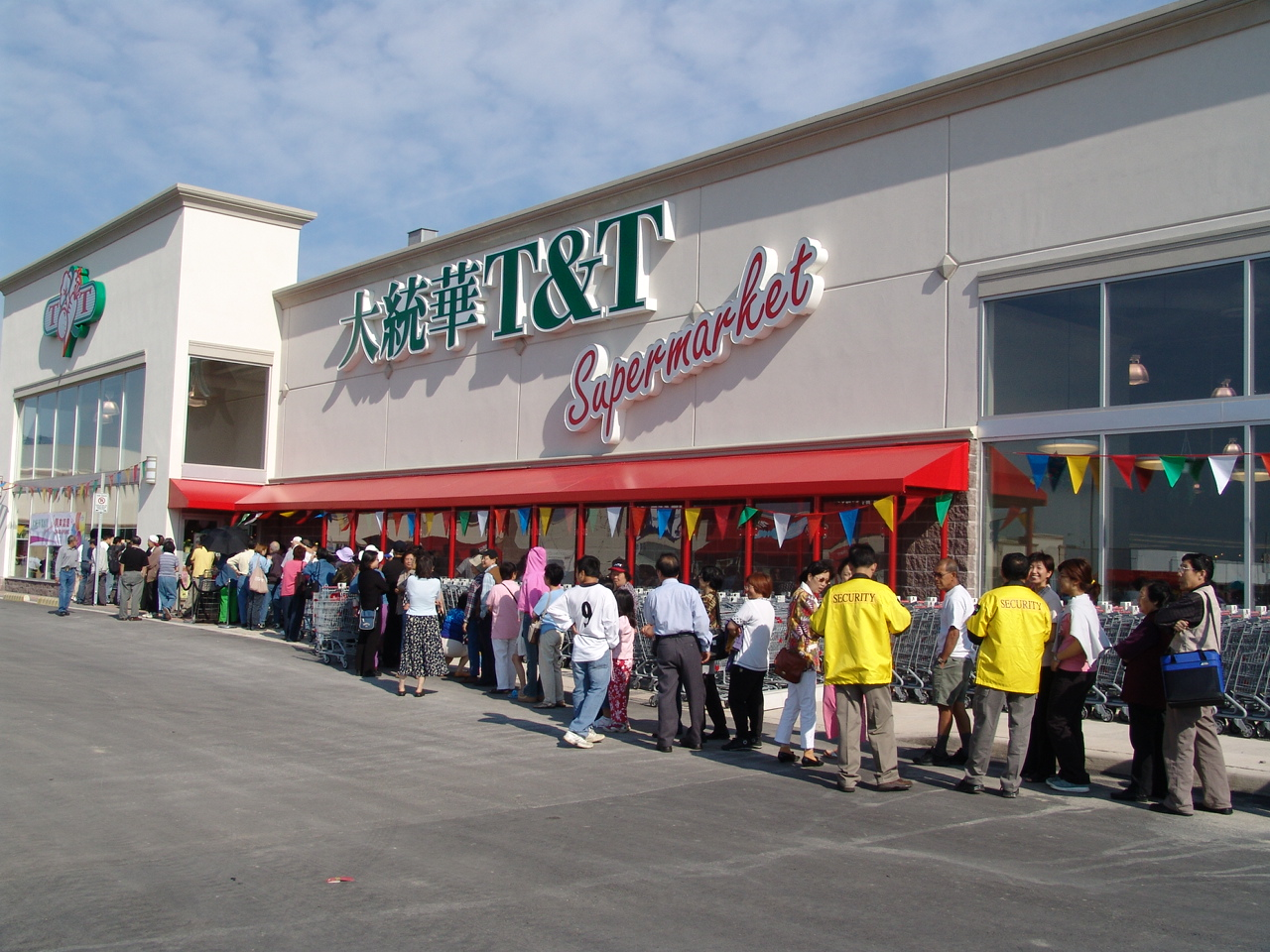
2004年在萬錦市開業的窩頓分店
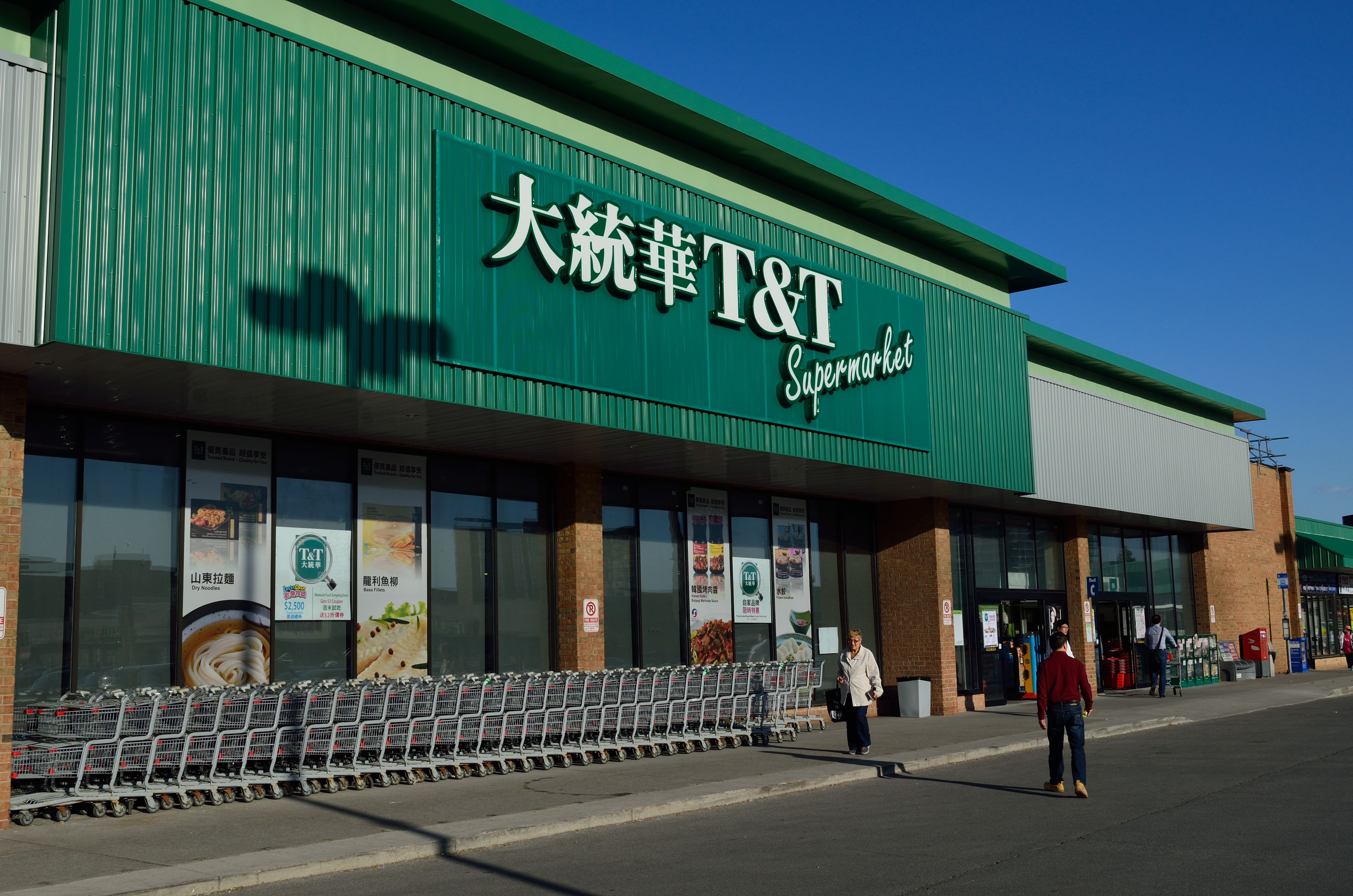
2010年在列治文山市的威域分店（大多地區）
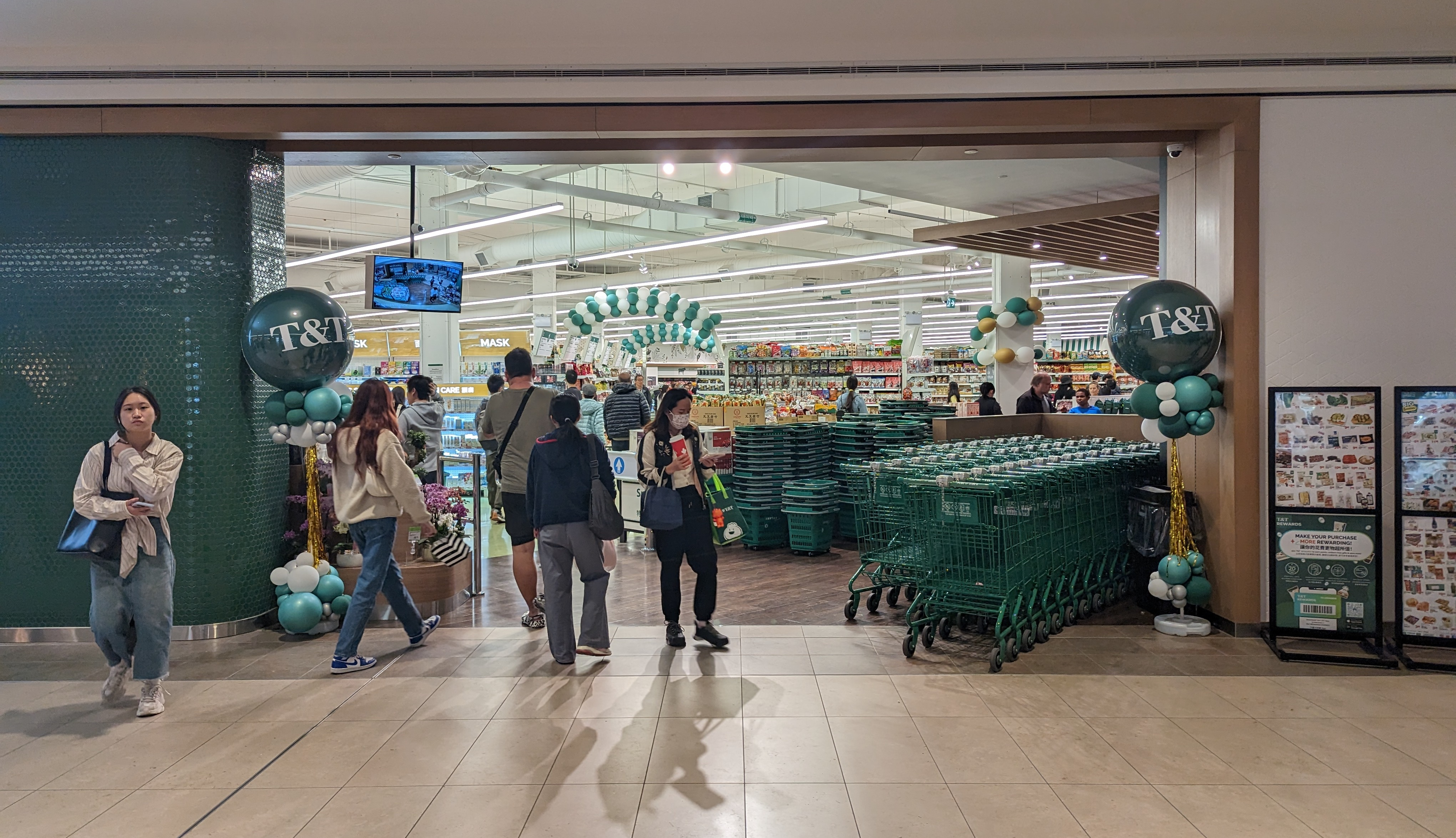
2023年在多伦多市的當妙斯（英语：Don Mills）錦繡商場（英语：Fairview Mall）分店（大多地區）

### 1999年東進亞伯達省
總共7家分店分別如下:
- 1999年--卡加利市的Pacific Place分店
- 2002年--愛民頓市的西愛民頓購物中心分店
- 2006年--卡加利市的豐山區（英语：Harvest Hills, Calgary）（Harvest Hills）分店
- 2009年--愛民頓市的北城中心（英语：North Town Centre）分店
- 2015年--愛民頓市南愛民頓分店
- 2020年--卡加利市的Deerfoot Meadows分店
- 2022年--卡加利市的Sage Hill分店

### 2002年揮軍東岸安大略省

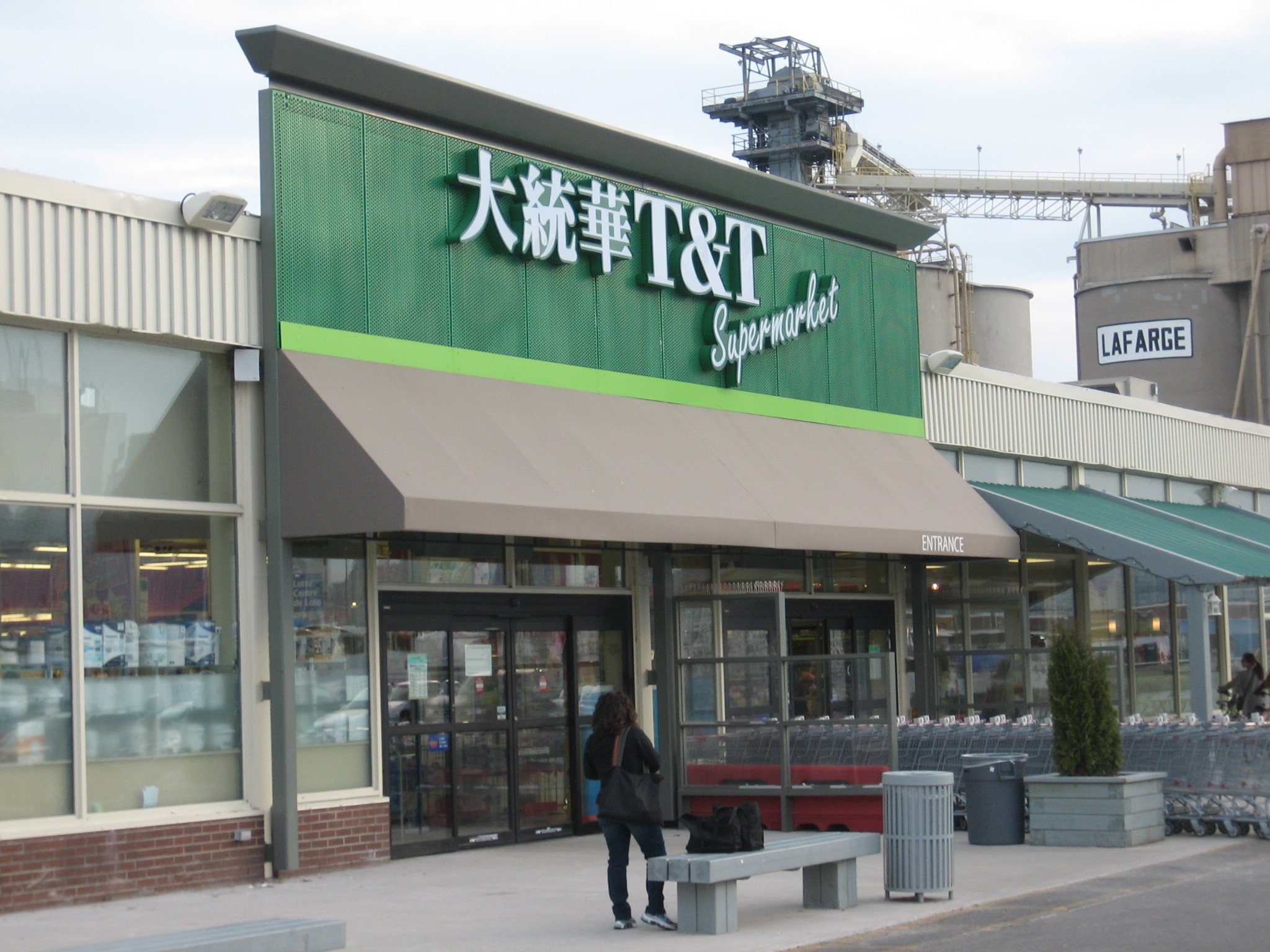
2007年在多倫多市中心開業的櫻桃街分店，此分店已於2020年1月結業

總共10家分店開設於大多倫多地區，總共14家分店分別如下:
- 2002年--康山市的Promenade商場（英语：Promenade Shopping Centre）分店（大多地區）
- 2004年--萬錦市的華登路分店（大多地區）
- 2006年--密西沙加市的中央道分店（大多地區）
- 2009年--渥太華市的國際機場分店
- 2010年--列治文山市的威域分店（大多地區）
- 2011年--萬錦市的活湃路分店（大多地區）
- 2012年--萬錦市的朗豪坊分店（大多地區）
- 2018年--奧羅拉鎮的灣景路分店（大多地區）
- 2018年--滑鐵盧市的西山廣場（Westmount Place）分店
- 2021年--多倫多市中心的297 College St分店（大多地區）
- 2023年--多伦多市的當妙斯（英语：Don Mills）錦繡商場（英语：Fairview Mall）分店（大多地區）
- 2024年--倫敦市的倫敦購物商場（London Mall）分店
- 2024年--渥太華市哈素萊登商場（Hazeldean Mall）分店
- 2025年--多倫多市中心的26 Edward St分店（大多地區）

### 2022年分店擴展至魁北克省
- 2022年--蒙特利尔市的聖洛朗分店
- 2024年--寶樂沙市的Quartier DIX30分店

### 2024年进军美国华盛顿州
- 2024年--贝尔维尤的The Marketplace at Factoria分店

## 集團模式

### 經營模式
過往在加拿大的華人超級市場通常衛生環境十分惡劣，令很多喜歡購買華人食物的白人甚至華人移民都不喜歡在這些地方購物。隨後大統華決定規模跟地區性連鎖超級市場相若，也可算是加國唯一一個連鎖式經營售賣亞洲食品的超級市場，加上大統華運用西式超級市場的管理方式經營，改善了過往華人超級市場在洋人心目的壞印象。

### 分店部門
每家分店均有鮮肉部、蔬果部、冷品部、雜貨部、以及海鮮部。但每家分店都會因應不同地區的需要而設置不同的部門，例如麵包部及廚食部等。

### 員工架構
大統華所有員工都分為十二個等級，新入職的員工通常都由第十二級開始，而集團總裁李羅昌鈺屬於第一級。每間分店大至上由正副店長、正副部門主管、幹備幹部、主任、技術人員及部門助理等員工。
2007年3月，大統華實施了新的員工等級制度，基層員工改為第一級，部門主任（supervisor）則為第二級，如此類推。在每一級之內則再細分為幾個職級，如一個新入職的基層員工為11級（可以理解為1-1級），而資深的基層員工則為1-2、3、4級。

## 服務對象
大統華超級市場最初主要的服務對象是亞洲移民。因為經營模式跟西式超級市場相若，所以很多喜歡亞洲食品的西方人士會到大統華超級市場購物。

## 已停業的分店

### 卑詩省
- 列治文市的統一廣場分店（1993年开业，2016年結業）

### 安大略省
- 多倫多士嘉堡的Milliken Crossings分店（2005年开业，2015年結業）
- 多倫多市中心的櫻桃街分店（2007年开业，2020年1月結業）

## 將來的分店

### 加拿大安大略省
- 密西沙加的Erin Mills分店（3055 Vega Blvd, Mississauga, ON L5L 5Y3, 將於2026年夏季開幕）

### 美国华盛顿州
- 林伍德的Lynnwood Crossroads Shopping Center分店（將於2025年開幕）

### 美国加利福尼亚州
- 圣何塞的Westgate Center分店（將於2025年開幕）
- 旧金山的City Center分店（2675 Geary Blvd, San Francisco, CA 94118, 將於2026年年初開幕）
- 尔湾Great Park的The Canopy分店（將於2026年開幕）
- 奇诺岗的Crossroads Marketplace分店（13017-13021 Peyton Dr, Chino Hills, CA 91709, 將於2026年秋季開幕，為加州最大分店）

## 外部連結
- （页面存档备份，存于）
- （页面存档备份，存于）